# Anello Galle
L'anello Galle, che ebbe come designazione provvisoria 1989 N3R, è situato attorno a Nettuno.

## Nome
Porta il nome dell'astronomo Johann Gottfried Galle, primo osservatore di Nettuno.

## Caratteristiche
L'anello Galle orbita ad una distanza dal centro di Nettuno di 41 900 km, si tratta dell'anello più interno del pianeta; è largo 2 000 km ma è poco luminoso.
Fu scoperto grazie all'analisi delle foto prese dal Voyager 2 durante il sorvolo del sistema nettuniano nel 1989.